# 國平幸一
國平 幸一（くにひら こういち、1978年2月28日 -）は、地方競馬の大井競馬場・石田貞雄厩舎所属の元騎手である。勝負服の柄は胴桃・緑元禄、袖黒。長崎県出身、血液型B型。

## 来歴
1995年9月29日に地方競馬騎手免許を取得し、大井競馬の石田貞雄厩舎からデビュー、初騎乗は1995年10月16日第3競走トサノオジョウで9頭立て5着。初勝利は翌1996年7月3日第7競走バビアナムーン号であげた（13頭立て）。一時井上弘之厩舎にも所属した。
実家の家業の都合もあり、2008年5月16日第7競走エーピーセラヴィ号の騎乗（14頭立て5番人気9着）を最後に、2008年5月31日付けで引退した。現在は実家の家業を継いだ模様。
通算成績は833戦28勝・2着46回・3着39回・勝率3.4%・連対率8.9%